# ソン・ウアステコ
ソン・ウアステコ（Son Huasteco）は、
メキシコ東中部のワステカ地方地域を発祥とする音楽様式。
メキシコ国内では、そのサブジャンルウアパンゴ（スペイン語: Huapango）の名でも世間一般に知られている。
ラ・ウアステカ地域とは、タマウリパス州、ベラクルス州、プエブラ州、イダルゴ州、サン・ルイス・ポトシ州、ケレタロ州およびグアナフアト州に夫々部分的に跨る地域である。
その地域のコミュニティでは、家族パーティや結婚式、洗礼式、誕生日等様々な祝祭的場面で、ソン・ウアステコに対する需要があり、生まれ故郷の音楽として愛され続けている。

## 音楽的構成と特徴
ソン・ウアステコの音楽は通常、
- ハラナ・ウアステカ（スペイン語: Jarana huasteca）：小型の5弦ギター
- キンタ・ウアパンゲラ（スペイン語: Huapanguera）：ベースの役割を担う8弦の5コース・ギター
- ヴァイオリン

の3種の楽器を演奏するミュージシャン3人からなるバンド構成により演奏される。
歌は2人のギタリストがコプラと呼ばれるスペイン語の流行歌（英語: Copla (music)）や詩のスタンザなどを歌う。
ソン・ウアステコのトレードマーク的2大特徴としては、
- メロディに沿った中での、ヴァイオリンの即興演奏での装飾音
- 歌声の甲高いファルセット部分

が挙げられる。
また、ライブでの生演奏の場合は、
バンドの演奏や歌に合わせ、人々が「タリマ（Tarima）（スペイン語: Entarimado）」と呼ばれる板張りの舞台上でサパテアドを踊りながら自らのリズムを奏でてバンド音楽と一体となる。

## ソン・ウアステコの有名曲および関連ミュージシャン等
2011年9月29日、El Gusto - 40 Años de son Huasteco (エル・グスト - ソン・ウアステコ探求に喜んで捧げた40年)
という2枚組コンピレーション・アルバムが発売された。
同アルバムに収録された楽曲は、
- Los Cantores de la Sierra
- Los Caporales
- Los Camperos Huastecos
- Los Camperos de Valles
- Trío Huasteco de Pánuco
- Inspiración Huasteca

等々、多くのソン・ウアステコのバンドによるものである。